# Лефкаритика

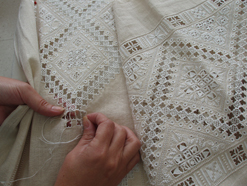
Лефкаритика або мереживо Лефкара

Лефкаритика або мереживо Лефкара (грец. λευκαρίτικα) — мереживо ручної роботи із села Пано Лефкара, що на Кіпрі. Помітними характеристиками є напівстрочка, набивки з атласного стібка, канти з голкою, білий, коричневий, кольори екрю та геометричні складні візерунки. У 2009 році це традиційне мереживне виробництво було внесено до Репрезентативного списку нематеріальної культурної спадщини.

## Історія

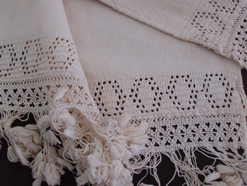
Аспроплоумі, тип, що передував Лефкарітіка

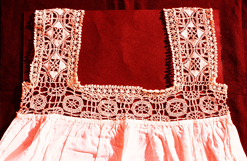
«Dantela Venis» («Мереживо Венеції») — «punto cyprioto»

Лефкаритика — це характерний вид мистецтва вишивки на Кіпрі, що датується щонайменше XIV століттям. Це підпадає під категорію мистецтва білої вишивки Кіпру. Це еволюція більш старого типу, що називається «аспропломія». Основні шви «аспропломії» збереглися в новітньому типі Лефкарітіка. Нові шви та мотиви додаються залежно від майстерності та креативності вишивальниці. Незабаром Лефкарітіка досягла вищого рівня якості через конкуренцію між жінками, оскільки вони вважалися головним приданим. Кожна дівчина повинна була мати розширену колекцію, готову до виставки в день свого весілля. Таким чином, багато традиційних елементів передавалися від матері до дочки. Багато жінок також займалися вишивкою як професією. Жінки-вишивальниці в Пано Лефкара, яких називають «плоумарісами», організовували своє виробництво вдома. Чоловіки з Лефкари, яких називали «кентитаридами», були купцями, і вони подорожували Європою та Скандинавією. За традицією, в 15 столітті Леонардо да Вінчі відвідав Кіпр і взяв із собою мереживо Лефкара до Італії, яке сьогодні прикрашає собор Дуомо в Мілані .

## Центри виробництва
Найбільшими центрами виробництва раніше були села Пано Лефкара та Като Лефкара. Сьогодні ці вишивки виробляються по всьому Кіпру, особливо в сільській місцевості, Като Дріс, Вавла, Ваватсініа, Ор, Чоірокоітіа, Скаріноу, Дав і Атіена.

## Матеріали та техніка
Перше мереживо Lefkara було виготовлено з місцевої білої бавовняної тканини, виробленої на Кіпрі. Використовується комбінація стібків та розрізів. Великі вишиванки, що називаються «тагіади», додаються до візерунків «дантела веніс» («Мереживо Венеції»), «піттота», «гірулота», «лімінота». Їх назва походить від італійського «Punto Tagliato», свого роду вирізаного дизайну, популярного в Італії протягом 16 століття. За даними Кіпрської служби ремесел, різні мотиви мережива Lefkara становлять понад 650 видів.
Найхарактерніший малюнок у мереживі Лефкара — «потамой» («річки»). Вони виготовлялися з трикутних зигзагів, які називаються «камарес» («дуги»).